# Віреон цитриновий
Віреон цитриновий (Vireo philadelphicus) — вид горобцеподібних птахів родини віреонових (Vireonidae).

## Поширення
Птах гніздиться на півдні Канади (від Альберти та крайнього сходу Британської Колумбії на схід до південно-східного Квебека та Нью-Брансвіка, можливо, також у Нової Шотландії) та на півночі США до Північної Дакоти, Міннесоти, Мічигану, Нью-Йорку і Мену. Взимку мігрує до Центральної Америки (від півдня Мексики до центральної Панами). Крім уже згаданих країн, його присутність зафіксована на Багамських островах, у Белізі, Бермудах, Кайманах, Коста-Риці, Кубі, Сальвадорі Гватемалі, Гондурасі, Нікарагуа, Сен-П'єр і Мікелоні, Теркс і Кайкосі. Він був зафіксований як бродяга в Антигуа і Барбуді, Арубі, Ямайці, Пуерто-Рико і навіть у Великій Британії.
Трапляється у відкритих лісах помірного поясу, а також у заростях верби і вільхи на берегах струмків. У негніздових районах віддає перевагу субтропічним і тропічним вологим гірським лісам і сухим лісам.

## Опис
Дрібний птах, завдовжки 11-13 см, вагою 12 г. Дорослі особини переважно оливково-коричневі на верхній частині з жовтою нижньою частиною; у них темні очі і сіра корона. Через очі проходить темна смуга, а над ними біла смуга.

## Спосіб життя
Він полює на комах на деревах, іноді зависає або летить, щоб зловити комах у польоті. Також споживає ягоди, особливо перед міграцією.
Середовищем їхнього розмноження є узлісся листяних і змішаних лісів. Облаштовує гніздо у формі кошика у розвилці гілки дерева, зазвичай розміщеному відносно високо. Самиця відкладає від 3 до 5 білих яєць з легкими плямами. Насиджують обоє батьків, інкубація триває до 14 днів.